# Nanfu Wang
Nanfu Wang (nascida em 1985) é uma cineasta que atua nos Estados Unidos, mas é nascida na China. Seu filme de estreia, Hooligan Sparrow, estreou no Festival de Cinema de Sundance de 2016 e foi indicado ao Oscar de Melhor Documentário em 2017. Seu segundo filme, I Am Another You, estreou no SXSW Film Festival em 2017 e ganhou dois prêmios especiais do júri. O seu terceiro filme, One Child Nation, ganhou o Grande Prêmio do Júri de Documentário no Festival de Cinema de Sundance de 2019. Em 2021, Wang recebeu o Prêmio Vilcek de Promessa Criativa em Cinema, da Fundação Vilcek.

## Vida pregressa
Wang nasceu em uma pequena aldeia agrícola rural em 1985 na província de Jiangxi, China. Seus pais a chamaram de "Wang Nanfu" (em chinês:  王男栿), pois Nan (男) significa homem e Fu (栿) significa pilar em mandarim, esperando que a menina crescesse forte como um homem. Ela tem um irmão muitos anos mais novo; e, quando cresceu, se sentiu condenada ao ostracismo por seus colegas de classe por ter um irmão, já que a maioria deles eram filhos únicos como resultado da Política do Filho Único em vigor na época na China. Quando Wang tinha 12 anos, seu pai (na época com 33 anos) morreu de uma doença cardíaca congênita para a qual sua família não tinha dinheiro para tratamento médico. Ela foi forçada a abandonar a escola para trabalhar para poder sustentar sua família. A família de Wang não tinha dinheiro também para colocá-la no ensino médio. Em vez disso, ela se matriculou em uma escola vocacional e, por fim, começou a trabalhar como professora para crianças em idade escolar primária.

## Educação
Após vários anos de experiência profissional, Wang estudou literatura inglesa no programa de educação continuada de uma universidade local. Depois disso, ela recebeu uma bolsa integral da Universidade de Xangai e matriculou-se em um programa de pós-graduação em língua e literatura inglesas. Mais tarde, ela se interessou por cinema enquanto estudava na Universidade de Ohio, e depois estudou na Universidade de Nova Iorque. Ela possui mestrado em Literatura Inglesa (Universidade de Xangai), Estudos de Mídia (Universidade de Ohio, EW Scripps School of Journalism) e Documentário (Universidade de Nova York, Tisch School of the Arts).

## Carreira e trabalho

### Hooligan Sparrow
Hooligan Sparrow foi o primeiro documentário de Wang. Ele conta a história de ativistas chineses de direitos humanos, incluindo Ye Haiyan (o titular "Hooligan Sparrow"), lutando para responsabilizar funcionários do governo que supostamente agrediram sexualmente várias meninas. Enquanto Wang filma os ativistas, ela própria se torna objeto de assédio de atores estatais em resposta aos seus esforços para documentar o trabalho dos ativistas.
Wang afirmou que criou o filme porque, “estava interessada em muitos, muitos temas, como o sistema de saúde e o sistema educacional na China, porque não fiz o ensino médio ou a faculdade na China. Outra questão que me interessou foram as profissionais do sexo porque, como eu disse, eu cresci em uma aldeia e tinha visto muitas mulheres da aldeia que não tinham acesso à educação e acabaram se tornando profissionais do sexo porque não tinham habilidades, não tinham educação e eram muito discriminados. Então, eu queria fazer um filme sobre as profissionais do sexo mais pobres do país, mas também sabia que seria difícil ter acesso a elas. Conheço Hooligan Sparrow – o nome dela é Ye Haiyan – há muito tempo pelas redes sociais, mas nunca a tinha visto pessoalmente na época.”
Ao criar o filme, Wang não sabia que isso a tornaria alvo da vigilância do governo, afirmando posteriormente que "sabia muito pouco sobre o mundo ativista". Wang observou que sua família e amigos foram seguidos e interrogados por policiais que questionaram se a conheciam ou não, perguntaram seu paradeiro e suas ações atuais.

### One Child Nation
Seu documentário de 2019 One Child Nation examina as consequências da política de filho único da China, que foi implementada de 1979 a 2015.

### In the Same Breath
Seu documentário de 2021, In the Same Breath, analisa como o governo chinês e o governo americano reagiram ao surto da pandemia de COVID-19.

### Mind Over Murder
Wang dirigiu Mind Over Murder, um documentário de 2022 que examinou o caso dos Beatrice Six, um grupo de seis indivíduos falsamente considerados culpados pelo estupro e assassinato de uma mulher de Nebraska.

## Principais contribuições e prêmios
O filme Hooligan Sparrow de Wang foi exibido em festivais em mais de 25 países, incluindo Sundance, Hot Docs, Sheffield DocFest, Full Frame e Human Rights Watch Film Festival. O filme I Am Another You estreou no SXSW em 2017 e ganhou o prêmio LUNA / Chicken & Egg de Melhor Documentário dirigido por uma mulher e o Prêmio Especial do Júri do SXSW por Excelência em Documentário Storytelling. Wang recebeu o Sundance Institute Documentary Fund e o Bertha / Britdoc Journalism Fund, bem como um cineasta apoiado pelo Sundance e pelo IFP. Hooligan Sparrow foi colocado na lista de finalistas do Oscar de Melhor Documentário de Longa-Metragem no Oscar de 2016. Wang foi homenageada pela Associação Internacional de Documentários com o prêmio 2016 Emerging Filmmaker  Seu terceiro longa, One Child Nation, ganhou o Grande Prêmio do Júri de Documentário no Festival de Cinema de Sundance de 2019. Wang recebeu o Prêmio Vilcek 2021 de Promessa Criativa em Cinema da Fundação Vilcek, "pelo impacto e coragem de seus documentários fascinantes".
Wang esteve entre os 21 destinatários da MacArthur Fellowship em 2020.
Em 2021, ela foi selecionada como membro do júri para o Prêmio BIFF Mecenat no 26º Festival Internacional de Cinema de Busan, a ser realizado em outubro.
Em dezembro de 2021, ela foi incluída na lista das 100 Mulheres de 2021 da BBC.

## Vida pessoal
Wang é casada e mãe de dois meninos (nascidos em 2017 e 2022). Ela mora em Nova Jersey.